# Софониха (Шапшинское сельское поселение)
Софониха — деревня в Харовском районе Вологодской области на реке Вондожь.
Входит в состав Шапшинского сельского поселения, с точки зрения административно-территориального деления — в Шапшинский сельсовет.
Расстояние по автодороге до районного центра Харовска — 43 км, до центра муниципального образования Шапши — 9 км. Ближайшие населённые пункты — Горка, Потапиха, Шемякино.
По переписи 2002 года население — 7 человек.